# Alfred Groyer
Alfred Groyer (né le 8 janvier 1959 à Villach, Carinthie) est un ancien sauteur à ski autrichien.

## Palmarès

### Jeux olympiques
| Épreuve / Édition | Lake Placid 1980 |
| Petit Tremplin    | 7e               |

### Coupe du monde
- Meilleur classement final: 12e en 1982.
- Meilleur résultat: 3e.